# Kathrin Marksmann
Kathrin Marksmann (* 11. Januar 1992) ist eine deutsche Volleyballspielerin.

## Karriere
Kathrin Marksmann ist Spielerin der zweiten Volleyball-Damenmannschaft des SV Lohhof, die in der Saison 2008/2009 aus der Regionalliga in die 2. Bundesliga aufstieg. Ihren ersten Einsatz in der 2. Bundesliga in der Anfangsformation des SV Lohhof II hatte Kathrin Marksmann beim letzten Punktspiel im Jahr 2009 bei einer 0:3-Niederlage zuhause gegen das SWE Volley-Team aus Erfurt. In diesem Spiel wurde Kathrin Marksmann als Mittelblockerin eingesetzt.